# 納格斯黑德鎮區 (北卡羅萊納州戴爾縣)
納格斯黑德鎮區（英語：Nags Head Township）是位於美國北卡羅萊納州戴爾縣的一個鎮區。

## 地方資料
納格斯黑德鎮區的面積為88.05平方千米，皆為陸地。根據2020年美國人口普查的數據，當地共有人口11236人，而人口密度為每平方千米127.61人。